# Fertile (Iowa)
Fertile ist eine Kleinstadt (mit dem Status „City“) im Worth County im US-amerikanischen Bundesstaat Iowa. Im Jahr 2010 hatte Fertile 370 Einwohner, deren Zahl sich bis 2013 auf 364 verringerte. Das U.S. Census Bureau hat bei der Volkszählung 2020 eine Einwohnerzahl von 305 ermittelt.

## Geografie
Fertile liegt im Norden Iowas am linken Ufer des Winnebago River, der über den Shell Rock River, den Cedar River und den Iowa River zum Stromgebiet des Mississippi gehört. Die Grenze Iowas zu Minnesota verläuft rund 30 km nördlich.
Die geografischen Koordinaten von Fertile sind 43°15′52″ nördlicher Breite und 93°25′06″ westlicher Länge. Die Stadt erstreckt sich über eine Fläche von 2,43 km² und ist die größte Ortschaft innerhalb der Fertile Township.
Nachbarorte von Fertile sind Hanlontown (4,8 km nordöstlich), Clear Lake (16,5 km südsüdöstlich), Ventura (19,2 km südsüdwestlich), Forest City (19,3 km westlich) und Joice (13,6 km nordnordwestlich).
Die nächstgelegenen größeren Städte sind die Twin Cities in Minnesota (Minneapolis und Saint Paul) (202 km nördlich), Rochester in Minnesota (149 km nordöstlich), Wisconsins Hauptstadt Madison (397 km östlich), Dubuque am Schnittpunkt der Bundesstaaten Iowa, Wisconsin und Illinois (299 km ostsüdöstlich), Waterloo (170 km südöstlich), Cedar Rapids (256 km in der gleichen Richtung), Iowas Hauptstadt Des Moines (205 km südlich), Nebraskas größte Stadt Omaha (416 km südwestlich), Sioux City (343 km westsüdwestlich) und South Dakotas größte Stadt Sioux Falls (289 km westlich).

## Verkehr
Rund sieben Kilometer östlich von Fertile verläuft in Nord-Süd-Richtung der Interstate Highway 35, der hier die kürzeste Verbindung von Minneapolis nach Des Moines bildet. Der Iowa State Highway 9 verläuft in West-Ost-Richtung entlang des nördlichen Stadtrandes von Fertile. Alle weiteren Straßen sind untergeordnete Landstraßen, teils unbefestigte Fahrwege sowie innerörtliche Verbindungsstraßen.
Mit dem Mason City Municipal Airport befindet sich 21 km südöstlich ein Regionalflughafen. Der nächste Großflughafen ist der Des Moines International Airport (214 km südlich).

## Sport
Jedes Jahr findet in Fertile ein Fahrradrennen statt, an dem Radfahrvereine aus dem ganzen Bundesstaat teilnehmen und das von rund 6000 Zuschauern besucht wird. Fertile hat zusammen mit Hanlontown einen Fahrradverein mit 16 Mitgliedern. 2009 schloss sich der Ort Joice, am 14. Juni 2010 Forest City und Ventura dem Fahrradverein an.

## Geschichte
Der Ort wurde im Jahr 1868 von dem Kanadier William Rhodes mit der Anlage einer Mühle gegründet. Im Jahr 1908 wurde Fertile als selbstständige Kommune inkorporiert.

## Bevölkerung
Nach der Volkszählung im Jahr 2010 lebten in Fertile 370 Menschen in 148 Haushalten. Die Bevölkerungsdichte betrug 152,3 Einwohner pro Quadratkilometer. In den 148 Haushalten lebten statistisch je 2,5 Personen.
Ethnisch betrachtet setzte sich die Bevölkerung zusammen aus 97,8 Prozent Weißen, 0,5 Prozent Afroamerikanern, 1,1 Prozent amerikanischen Ureinwohnern sowie 0,3 Prozent Asiaten; 0,3 Prozent stammten von zwei oder mehr Ethnien ab. Unabhängig von der ethnischen Zugehörigkeit waren 4,9 Prozent der Bevölkerung spanischer oder lateinamerikanischer Abstammung.
23,5 Prozent der Bevölkerung waren unter 18 Jahre alt, 59,2 Prozent waren zwischen 18 und 64 und 17,3 Prozent waren 65 Jahre oder älter. 48,1 Prozent der Bevölkerung waren weiblich.
Das mittlere jährliche Einkommen eines Haushalts lag bei 43.750 USD. Das Pro-Kopf-Einkommen betrug 32.042 USD. 1,2 Prozent der Einwohner lebten unterhalb der Armutsgrenze.

## Bekannte Bewohner
- Leo Elthon (1898–1967) – 32. Gouverneur von Iowa (1954–1955) – geboren, aufgewachsen und gestorben in Fertile